# Jürgen Rose (Bühnenbildner)
Jürgen Rose (* 25. August 1937 in Bernburg, Saale) ist ein deutscher Bühnen- und Kostümbildner sowie Opernregisseur.

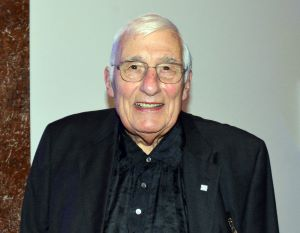
Jürgen Rose (2025)

## Leben
Jürgen Rose absolvierte zunächst 1957 bis 1959 ein Volontariat am Landestheater (heute Staatstheater) Darmstadt bei Gustav Rudolf Sellner und Franz Mertz, bevor er 1959 ein Studium an der Berliner Hochschule für Bildende Kunst (HBK, heute Universität der Künste Berlin, UDK) begann und ebenfalls in Berlin die renommierte private Schauspielschule von Marlise Ludwig besuchte.
In der Spielzeit 1959/1960 erhielt er sein erstes Engagement als Bühnenbildner und Schauspieler bei den Städtischen Bühnen Ulm. Am Stuttgarter Schauspielhaus traf er 1961 den Balletttänzer und Ballettchoreografen John Cranko, mit dem er bis zu dessen Tod 1973 vielfach gemeinsam arbeitete (er entwarf v. a. an der Bayerischen Staatsoper in München die Bühnenbilder und Kostümierungen für Crankos und ab 1972 John Neumeiers Ballettinszenierungen).
Von 1961 bis 1964 war Rose bei den Münchner Kammerspielen angestellt. Seit 1965 ist er als freiberuflicher Bühnen- und Kostümbildner tätig, wobei er ab 1970 Opernausstattungen schuf. Er wirkte bisher unter anderem in München (Kammerspiele bis 2001, Residenztheater, Bayerische Staatsoper), Berlin (Staatliche Schauspielbühnen), Stuttgart (Staatstheater), Hamburg (Staatsoper, Deutsches Schauspielhaus), Dresden (Semperoper), an der Wiener Staatsoper, der Mailänder Scala, am Royal Opera House in London, der Pariser Oper und Metropolitan Opera in New York, sowie bei den Bayreuther und Salzburger Festspielen.
Die zahlreichen Aufträge für Schauspiel, Oper und Ballett an nahezu allen großen Bühnen des In- und Auslandes führten ihn neben Choreographen wie John Cranko und John Neumeier zur Zusammenarbeit mit Regisseuren wie Rudolf Noelte, Hans Lietzau, Götz Friedrich, Otto Schenk, Peter Stein, Thomas Langhoff und besonders Dieter Dorn.
1994 gab er in Bonn sein Debüt als Opernregisseur.
Von 1973 bis 2000 hatte Rose eine ordentliche Professur für Bühnenbild an der Staatlichen Akademie der bildenden Künste Stuttgart inne. Mitentscheidend zur Übernahme eines Lehramts in Stuttgart – die Stuttgarter Zeitung signalisierte „Licht am Bühnenhimmel“ – war die langjährige Zusammenarbeit mit John Cranko, der überraschend im Sommer 1973, der Zeit von Roses Amtsantritt, verstarb. In den Akademie-Mitteilungen gab er sogleich Auskunft über die von ihm angestrebte „Ausbildung im Fach Bühnenkunst“, wobei er „Bühnenkunst“ verstand „als Sammelbegriff aller visuellen Komponenten, die bei der szenischen Realisierung einer Inszenierung zugrunde liegen, bzw. den optischen Rahmen bilden, in dem sie stattfindet“. Das gelte „sowohl für das Sprech- als auch für das Musik-Theater und Tanztheater“. Erstmals im Jahre 1981, anlässlich der Landeskunsthochschulwochen Baden-Württemberg in Baden-Baden und danach noch umfassender in der Städtischen Galerie „Kultur unterm Turm“ in Stuttgart, verwies Rose mit Arbeitsproben von fünfzehn Studierenden auf den hohen Anspruch, den er als Hochschullehrer vertrat, wobei der Bogen der Exponate „von eigens für diesen Anlass inspirierten Szenerien bis hin zu stückbezogenen Arbeiten, beginnend mit dem rasch hingesetzten ‚ersten Einfall‘ bis hin zum dramaturgisch durchgearbeiteten Konzept“ reichte. Seine bekannteste Schülerin war die Bühnenbildnerin und Malerin rosalie. Seit 1975 ist Rose Mitglied der Berliner Akademie der Künste (bis 1993 des West-Berliner Teils, seither von Gesamtberlin), Sektion Darstellende Kunst, seit 1978 Mitglied der Abteilung Darstellende Kunst der Bayerischen Akademie der Schönen Künste. Er lebt heute in München.

## Zur Lehre
Über seine mehr als ein Vierteljahrhundert währende Tätigkeit als Hochschullehrer in Stuttgart, der auch die Hinzugewinnung eines „Theaterraums“ für experimentelle Arbeit zu verdanken ist, hat Jürgen Rose auf vielfache Weise, mit Ausstellungen, Theateraufführungen und nicht zuletzt mit eigenen Texten Rechenschaft abgelegt. Im Jahre 1995 gab er seinen persönlichen Erfahrungen und ausbildungsmäßigen Absichten in einer Veröffentlichung der Stuttgarter Kunstakademie Raum:

„In jahrzehntelanger Zusammenarbeit und Auseinandersetzung mit starken Künstlerpersönlichkeiten des Theaters (Regisseuren, Choreographen, Dirigenten, Dramaturgen und Protagonisten) entwickelt sich ein analytischer, objektiver Blick auf den jeweiligen Ausgangspunkt, das Wesentliche – den Text, das Libretto, die Komposition.
Die Synthese aus frei werdenden, subjektiven Fantasiepotentialen, Gestaltungsansprüchen, Reibungen von Egoismen, Akzeptation der eigenen Grenzen und der sachlich profanen Möglichkeiten, wachsendem Durchsetzungsvermögen und lernbarer Toleranzbereitschaft kann zu zwingenden Resultaten auf der Bühne führen – entwickelt ein Bewußtsein für Kollektivverantwortung.
Diese persönlichen Erfahrungen bestimmen die Lehre.
Der Studierende muß auf diese positiven Konfliktsituationen vorbereitet werden, um später den beruflichen Anforderungen gewachsen zu sein.
Durch analytisches Hinterfragen des jeweiligen Aufgabenfeldes, in unterschiedlichsten Seminaren und Diskussionen und Korrekturen, vor allem auch durch subjektiv erarbeitete und dann kollektiv veröffentlichte Projekte in unserem Theaterraum oder anderenorts wird versucht, die künstlerischen und kreativen Möglichkeiten jedes Studierenden zu entdecken, freizulegen und zu erweitern, um ihn seine künstlerische Identität finden zu lassen.“

## Auszeichnungen
- 1963: Bundesfilmpreis für Das schwarz-weiß-rote Himmelbett (Beste Filmarchitektur – gemeinsam mit Max Mellin und Bruno Monden)
- 2006: Bayerischer Maximiliansorden für Wissenschaft und Kunst
- 2025: Pro meritis scientiae et litterarum

## Werk

### Ausstattungen (Auswahl)

#### Schauspiel
- Der gestiefelte Kater, Komödie von Ludwig Tieck, Inszenierung Hans Lietzau
- Woyzeck, von Georg Büchner, Inszenierung Hans Lietzau
- Die Stühle, von Eugène Ionesco, Inszenierung Hans Lietzau
- Die Räuber, von Friedrich Schiller, Inszenierung Hans Lietzau
- Rosenkranz und Güldenstern, von Tom Stoppard, Inszenierung Hans Lietzau
- Philoktet, von Heiner Müller, Inszenierung Hans Lietzau
- Gerettet, Edward Bond, Inszenierung Peter Stein
- Kabale und Liebe, von Friedrich Schiller, Inszenierung Peter Stein
- Wölfe und Schafe, von Alexander Nikolajewitsch Ostrowski, Inszenierung Rudolf Noelte
- Der Snob, von Carl Sternheim, Inszenierung Rudolf Noelte
- Nora, von Henrik Ibsen, Inszenierung Rudolf Noelte
- Minna von Barnhelm, von Gotthold Ephraim Lessing, Inszenierung Dieter Dorn
- Groß und klein, von Botho Strauß, Inszenierung Dieter Dorn
- Clavigo, von Johann Wolfgang von Goethe, Inszenierung Dieter Dorn
- Der Snob, von Carl Sternheim, Inszenierung Heiner Müller
- Ein Klotz am Bein, von Georges Feydeau, Inszenierung Dieter Dorn
- Kalldewey, Farce, von Botho Strauß, Inszenierung Dieter Dorn
- Der Park, von Botho Strauß, Inszenierung Dieter Dorn
- Der zerbrochne Krug, Heinrich von Kleist, Inszenierung Dieter Dorn
- Faust (Johann Wolfgang Goethe), Inszenierung Dieter Dorn
- Diri Dari Gerhard Polt und die Biermösl Blosn
- Besucher (Botho Strauß), Uraufführung, Inszenierung Dieter Dorn
- Und Pippa tanzt! (Gerhart Hauptmann) Inszenierung Thomas Langhoff
- Sieben Türen (Botho Strauß), DE, Inszenierung Dieter Dorn
- John Gabriel Borkmann (Henrik Ibsen), Inszenierung Hans Lietzau
- Die Frau vom Meer (Henrik Ibsen), Inszenierung Thomas Langhoff
- Glückliche Tage (Samuel Beckett), Inszenierung Dieter Dorn
- Karlos (Tankred Dorst), Uraufführung, Inszenierung Dieter Dorn
- Schlußchor (Botho Strauß), Uraufführung, Inszenierung Dieter Dorn
- Der blaue Boll (Ernst Barlach), Inszenierung Hans Lietzau
- Stella (Johann Wolfgang Goethe), Inszenierung Thomas Langhoff
- König Lear (William Shakespeare), Inszenierung Dieter Dorn
- Viel Lärmens um Nichts (William Shakespeare), Inszenierung Christian Stückl
- Road to Nirvana (Arthur Kopit), DE, Inszenierung Dieter Dorn
- Die Perser (nach Aischylos von Matthias Braun), Inszenierung Dieter Dorn
- Der Sturm (William Shakespeare), Inszenierung Dieter Dorn
- Prinz Friedrich von Homburg (Heinrich von Kleist), Inszenierung Dieter Dorn
- Ithaka (Botho Strauß), Uraufführung, Inszenierung Dieter Dorn
- Hekabe (Euripides), Inszenierung Dieter Dorn
- Amphitryon (Heinrich von Kleist), Inszenierung Dieter Dorn
- Der Gott des Gemetzels, Yasmina Reza, Premiere 26. Januar 2008, Residenztheater
- Das Käthchen von Heilbronn (Heinrich von Kleist), Inszenierung Dieter Dorn

#### Oper
- Der Rosenkavalier, von Richard Strauss, Inszenierung Otto Schenk
- Salome, von Richard Strauss, Inszenierung Boleslaw Barlog
- Ariadne auf Naxos, von Richard Strauss, Inszenierung Boleslaw Barlog
- Così fan tutte, von Wolfgang Amadeus Mozart, Inszenierung Otto Schenk
- Don Giovanni, von Wolfgang Amadeus Mozart, Inszenierung Rudolf Noelte
- Die Zauberflöte, von Wolfgang Amadeus Mozart, Inszenierung August Everding, Bayerische Staatsoper
- Die Entführung aus dem Serail, von Wolfgang Amadeus Mozart, Inszenierung Dieter Dorn
- Tannhäuser, von Richard Wagner, Inszenierung Götz Friedrich, Bayreuther Festspiele
- Die Meistersinger von Nürnberg, von Richard Wagner, Inszenierung Otto Schenk an der Bayerischen Staatsoper
- Wozzeck, von Alban Berg, Inszenierung Dieter Dorn, Bayerische Staatsoper
- La traviata, von Giuseppe Verdi, Inszenierung Otto Schenk an der Bayerischen Staatsoper
- Otello, von Giuseppe Verdi, Inszenierung John Neumeier
- Le nozze di Figaro, von Wolfgang Amadeus Mozart, Inszenierung Dieter Dorn, Bayerische Staatsoper
- Die verkaufte Braut, von Bedřich Smetana, Inszenierung Thomas Langhoff
- Der fliegende Holländer, von Richard Wagner, Inszenierung Dieter Dorn, Bayreuther Festspiele 1990
- Der Freischütz, von Carl Maria von Weber, Inszenierung Thomas Langhoff
- Così fan tutte, von Wolfgang Amadeus Mozart, Inszenierung Dieter Dorn an der Bayerischen Staatsoper
- Tristan und Isolde, von Richard Wagner, Inszenierung Dieter Dorn, Metropolitan Opera New York
- Idomeneo, von Wolfgang Amadeus Mozart, Inszenierung Dieter Dorn an der Bayerischen Staatsoper 2008
- Orpheus und Eurydike, von Christoph Willibald Gluck, Inszenierung Dieter Dorn, Salzburger Festspiele 2010

#### Operette
- Die lustige Witwe, von Franz Lehár, Inszenierung John Cranko

#### Ballett
- Romeo und Julia, nach Musik von Sergei Sergejewitsch Prokofjew, Inszenierungen John Cranko und John Neumeier
- Schwanensee, nach Musik von Pjotr Iljitsch Tschaikowski, Inszenierung John Cranko
- Illusionen wie Schwanensee, nach Musik von Tschaikowski, Inszenierung John Neumeier
- Onegin, nach Musik von Tschaikowski, Inszenierung John Cranko
- Dornröschen, nach Musik von Tschaikowski, Inszenierung John Neumeier
- Der Nussknacker, nach Musik von Tschaikowski, Inszenierung John Neumeier (1971)
- Ein Sommernachtstraum, nach Musik von Felix Mendelssohn Bartholdy / György Ligeti, Inszenierung John Neumeier
- Kameliendame, nach Musik von Frédéric Chopin, Inszenierung John Neumeier
- A Cinderella Story, nach Musik von Prokofjew, Inszenierung John Neumeier
- Mayerling, Choreografie: Kenneth MacMillan (1978), Musik: Franz Liszt. Neue Ausstattung fürs Stuttgarter Ballett 2019
- Der Nussknacker, Musik von Tschaikowski, Libretto nach E.T.A. Hoffmann, Inszenierung und Choreografie fürs Stuttgarter Ballett: Edward Clug (2022)

### Eigene Operninszenierungen (Auswahl)
- La traviata, von Giuseppe Verdi, an der Oper Bonn, 1994
- Die Zauberflöte, von Wolfgang Amadeus Mozart, an der Oper Bonn, 1996
- Hänsel und Gretel, von Engelbert Humperdinck, an der Oper Köln
- Don Carlo, von Giuseppe Verdi, an der Bayerischen Staatsoper, 2000
- Das schlaue Füchslein, von Leoš Janáček, an der Bayerischen Staatsoper, 2002
- Norma, von Vincenzo Bellini, an der Bayerischen Staatsoper, 2004
- Werther, von Jules Massenet, an der Bayerischen Staatsoper, 2006

### Bücher (Koautor)
- Sibylle Zehle, Jürgen Rose (Illustrationen): Jürgen Rose. Biographie, Verlag für Moderne Kunst, Wien 2014 ISBN 978-3-86984-433-6
- Birgit Pargner (Hrsg.), Jürgen Rose (Illustrationen): Nichts ist so lebensfüllend wie das Theater. Henschel Verlag, Leipzig 2015, ISBN 978-3-89487-778-1.